# عصر طلایی پورن
اصطلاح عصر طلایی پورن به فاصلهٔ زمانی تقریباً پانزده ساله (بین ۱۹۶۹ تا ۱۹۸۴ میلادی) گفته می‌شود که اوج شکوفایی سینمای پورن در آمریکا بود. در این دوره فیلم‌های شهوانی (اروتیک) با استقبال فراوانی از سینماها و عموم مردم مواجه شدند.